# Batalha de Lofoten
A Batalha de Lofoten foi um confronto naval travado durante a Campanha da Noruega na Segunda Guerra Mundial entre forças da Alemanha sob o comando do vice-almirante Günther Lütjens contra aquelas do Reino Unido sob o almirante sir William Whitworth. Ela ocorreu em 9 de abril de 1940 no Mar do Norte ao sul de Lofoten, na Noruega. A batalha se deu no mesmo dia do início da invasão alemã da Noruega, quando uma força britânica enviada em resposta, composta pelo cruzador de batalha HMS Renown e nove contratorpedeiros de escolta, avistou os couraçados alemães Scharnhorst e Gneisenau, que estavam protegendo um comboio de tropas para desembarcar na cidade de Narvik.
A batalha começou às 4h05min, com os alemães acertando o navio britânico primeiro com dois projéteis que não detonaram. O Renown acertou o Gneisenau três vezes, causando danos a ponto de tirar uma de suas torres de artilharia de ação. Os mares estavam bravios e as ondas danificaram tanto os alemães quanto os britânicos, também contribuindo para disparos pouco eficazes dos dois lados. O confronto prosseguiu esporadicamente até os alemães aumentaram sua velocidade e terminarem a batalha às 6h15min. Apesar de ter sido uma pequena vitória tática britânica, os alemães consideraram a batalha uma vitória estratégica pelos desembarques em Narvik terem prosseguido.

## Antecedentes

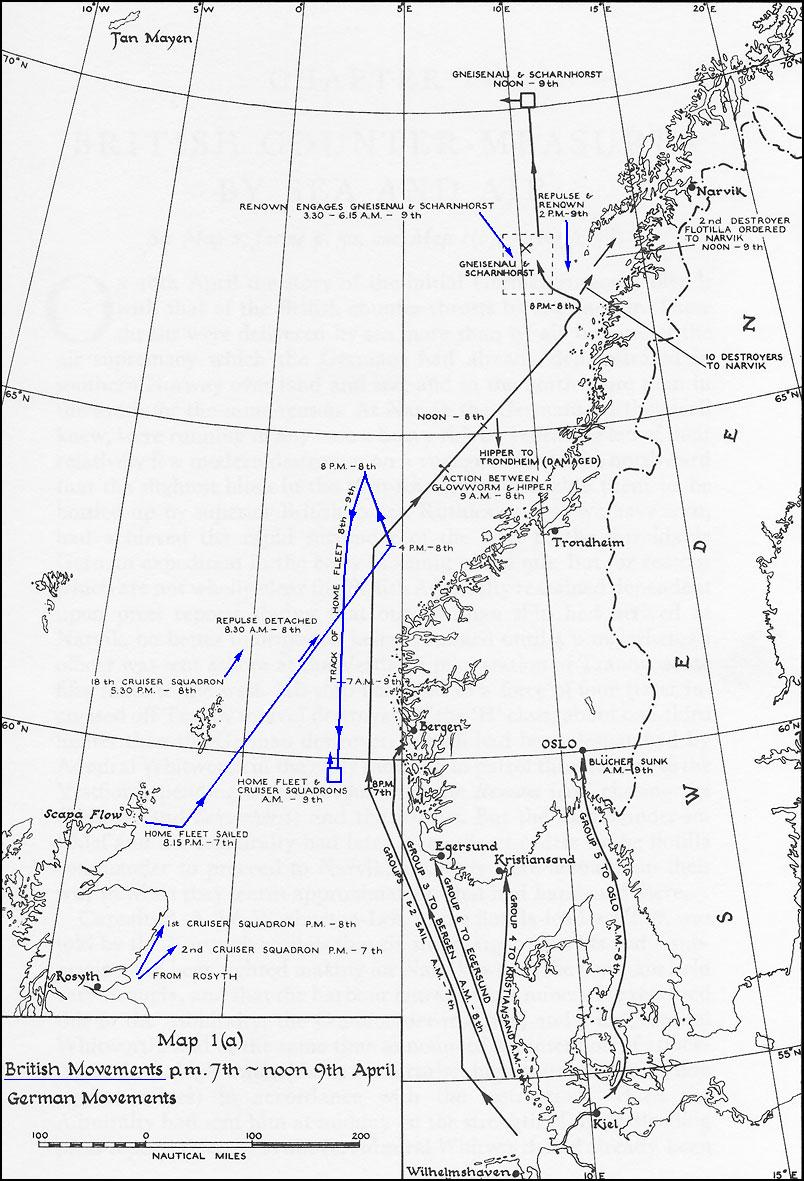
Movimentações britânicas e alemãs durante a invasão da Noruega entre 7 e 9 de abril de 1940

A invasão alemã da Noruega começou em 9 de abril de 1940. A Kriegsmarine, com o objetivo de impedir qualquer interrupção por parte dos britânicos, tinha enviado alguns dias antes uma força sob o comando do vice-almirante Günther Lütjens para proteger um comboio de tropas que desembarcaria em Narvik. A esquadra alemã era formada pelos couraçados Scharnhorst e Gneisenau, o cruzador pesado Admiral Hipper e dez contratorpedeiros. A inteligência britânica indicou que os alemães estavam reunindo vários de seus navios, assim a Marinha Real enviou uma esquadra sob o almirante sir William Whitworth a fim de criar campos minados para impedir que os alemães usassem as águas neutras norueguesas e para impedir quaisquer movimentos em direção ao Oceano Atlântico.
A força alemã foi atacada por bombardeiros britânicos pouco depois de ter deixado a Alemanha no dia 7, mas não foi danificada. O Admiral Hipper e os contratorpedeiros navegaram em direção de Narvik no dia seguinte enquanto os couraçados seguiram para o norte em uma manobra diversionista para o norte do Oceano Atlântico. O Admiral Hipper encontrou e enfrentou o contratorpedeiro britânico HMS Glowworm, que tinha se separado da força principal de Whitworth. Apesar dos dois couraçados ainda estarem por perto, sua assistência foi considerada desnecessária e o cruzador conseguiu afundar o contratorpedeiro sozinho, apesar de ter sido danificado no processo. A força principal de Whitworth avistou o Scharnhorst e Gneisenau às 3h30min do dia 9 e moveu-se para enfrentá-los.
A força britânica consistia no cruzador de batalha HMS Renown e nove contratorpedeiros: HMS Hotspur, HMS Hardy, HMS Havock, HMS Hunter, HMS Esk, HMS Ivanhoe, HMS Icarus, HMS Impulsive e HMS Greyhound. O Renown tinha sido creconstruído entre 1936 e 1939, recebendo maquinários mais leves, mais blindagem e aprimoramentos no seu armamento. Tinha uma bateria principal de seis canhões de 381 milímetros, mais uma bateria secundária de duplo-propósito de vinte canhões de 114 milímetros em dez torres duplas. O Esk, Ivanhoe, Icarus e Impulsive estavam configurados para operações de criação de campos minados e a maior parte de seus armamentos tinham sido removidos, com cada um tendo apenas dois canhões de 120 milímetros. Os restantes eram embarcações mais capazes, cada uma com quatro canhões de 120 milímetros e oito tubos de torpedo de 533 milímetros. O Hardy tinha um canhão de 120 milímetros a mais.
Os dois couraçados alemães pertenciam à Classe Scharnhorst, cada um armado com nove canhões de 283 milímetros e uma bateria secundária composta por doze canhões de 149 milímetros. A força britânica era superior em um confronto a curta-distância, porém de longe os alemães tinham vantagem no alcance de suas armas em relação aos contratorpedeiros. Os couraçados também tinham uma vantagem de velocidade sobre o Renown, com sua velocidade máxima sendo de 32 nós (59 quilômetros por hora) contra os trinta nós (56 quilômetros por hora) do cruzador de batalha, mas ainda assim eram mais lentos que os contratorpedeiros, que podiam alcançar 36 nós (67 quilômetros por hora). Desta forma, o Scharnhorst e Gneisenau tinham uma vantagem sobre o Renown, mas eram vulneráveis a ataques dos contratorpedeiros.

## Batalha
O Gneisenau avistou o Renown às 3h50min, mas não conseguiu identificá-lo, com os alemães se preparando para um combate. O clima ruim impediu que os dois lados se enfrentassem até às 4h05min, pois os mares bravios e visibilidade ruim impediram que as duas esquadras se aproximassem para dentro do alcance. O Renown abriu fogo contra o Gneisenau e os alemães respondendo às 4h11min, com o Gneisenau acertando o navio britânico duas vezes com projéteis de 283 milímetros. Entretanto, os dois não explodiram, com o primeiro acertando o mastro dianteiro e o segundo atravessando o navio próximo da sala dos maquinários de direção. O Renown acertou o Gneisenau com dois projéteis de 381 milímetros por volta do mesmo momento, com um terceiro acerto pouco depois. Estes danificaram uma arma antiaérea, a torre de controle de disparo, os telêmetros de vante e terceira torre de artilharia principal, tirando esta de ação. O Renown então passou a disparar contra o Scharnhorst, que tinha se movido para esconder o Gneisenau com uma cortina de fumaça. Os dois navios alemães foram danificados pelos mares bravios enquanto tentavam evitar os disparos inimigos, sofrendo de sérios problemas elétricos em suas torres em consequência, prejudicando a performance de seus canhões. O Renown também sofreu alguns danos na sua protuberância antitorpedo de estibordo devido às ondas e o disparo de suas armas, limitando sua velocidade. Estes primeiros disparos foram esporádicos e duraram até às 5h00min, quando o confronto cessou por vinte minutos devido às ondas sobre as torres de vante do Renown enquanto os alemães navegavam diretamente contra a tempestade com o objetivo de escaparem.
O combate foi retomado às 5h20min com disparos ineficazes de ambos os lados. Os alemães estavam com seus dois navios danificados pela tempestade, o Gneisenau com uma torre inoperante e o Scharnhorst sem radar, além de estarem temendo um ataque de torpedos contra o Gneisenau, assim aumentaram suas velocidades e encerraram a batalha às 6h15min. Os alemães confundiram as embarcações britânicas menores por navios muito mais poderosos e assim pensaram que estavam em inferioridade de poder de fogo. Os dois despistarem da esquadra britânica ao navegarem para oeste rumo ao Mar Ártico. O Renown foi forçado a interromper as buscas pelos danos na sua protuberância e problemas de disparar à vante em uma tempestade, em vez disso posicionando-se para bloquear os couraçados caso dessem a volta. Ao todo, o Renown disparou 230 projéteis de 381 milímetros e 1 065 de 114 milímetros, enquanto o Scharnhorst disparou 182 projéteis de 283 milímetros e o Gneisenau apenas 54 do mesmo tamanho.

## Consequências
A batalha foi uma pequena vitória tática para a Marinha Real, mas a Kriegsmarine considerou o confronto uma vitória estratégica pelo fato da força de Whitworth ter sido atrasada o suficiente para que não interferisse nos desembarques em Narvik. Os navios britânicos continuaram à procura dos alemães depois do fim da batalha, mantendo-os ocupados enquanto os transportes de tropas alemães faziam seu caminho para Narvik depois de destruírem dois navios de defesa de costa noruegueses no caminho. O Scharnhorst e Gneisenau reencontraram com o Admiral Hipper em 11 de abril próximos de Trondheim e retornaram para a Alemanha, chegando em Wilhelmshaven no dia seguinte.